# Corrections
Corrections (titre original : Korrektur) est un roman de l'écrivain autrichien Thomas Bernhard publié en 1975 et paru en français le 17 février 1978 aux éditions Gallimard.

## Résumé
Roithamer, Autrichien, quarante-deux ans, biologiste, professeur à Cambridge, vient de se pendre à un arbre de la forêt de Kobernauss, au centre de laquelle se trouve le « Cône d'habitation », édifice parfait qu'il construisit, après des années d'étude, pour sa soeur bien-aimée, et qui devait lui apporter le bonheur suprême, mais dont elle ne put supporter la vue sans en mourir. Le narrateur, ami de Roithamer et exécuteur testamentaire, est chargé de mettre en ordre et de trier les manuscrits illisibles du professeur.

## Analyse
Le personnage de Roithamer et son Cône sont inspirés de Ludwig Wittgenstein et de la Maison Wittgenstein. Comme Wittgenstein, Roithamer écrit des « fiches ».

## Édition
Ce roman a été traduit en français et édité par Gallimard en 1978.